# Hồ Duy Dung
Hồ Duy Dung (胡惟庸, ? - 1380) là Tể tướng dưới triều Đại Minh, thời vua Minh Thái Tổ Chu Nguyên Chương trong lịch sử Trung Quốc, từ năm 1374 đến 1380. Hồ Duy Dung sinh ở Bạc Châu (nay thuộc Trừ Châu), tỉnh An Huy.

## Làm tể tướng
Hồ Duy Dung xuất thân là người Định Viễn. Năm 15 tuổi, Hồ Duy Dung đầu quân cho Chu Nguyên Chương khi ông đánh vào Hòa Châu. Xuất thân là kẻ có chữ nghĩa, họ Hồ rất nhanh đã trở thành "cán bút" cho nhiều tướng soái trong Chu phủ.
Khi còn trẻ, Hồ Duy Dung nhờ gặp thời nên được làm Tri huyện Ninh Quốc (khi đó tri huyện là chức quan ở mức "hạ cấp").
Nhờ vơ vét của cải một cách khôn ngoan, lại biết mua đường quan lộ, họ Hồ đã dâng lên thủ hạ thân tín của Chu Nguyên Chương là Lý Thiện Trường 200 lượng vàng để lên trung ương làm chức Thái Trường Khanh. Sau đó, Hồ Duy Dung tiếp tục gả cháu gái cho cháu trai của Lý Thiện Trường nhằm mục đích kết thông gia với nhà họ Lý để tạo phe phái gia tăng thế lực.
Sau khi Lý Thiện Trường cáo ốm từ quan, Chu Nguyên Chương bắt đầu tìm kiếm người kế nhiệm chức vị Tể tướng đương triều. Khi bàn bạc với Lưu Bá Ôn, Chu Nguyên Chương khi nhắc tới cái tên Hồ Duy Dung, Lưu Bá Ôn phản đối cật lực, cho rằng họ Hồ "nhỏ bé không thể làm nên đại sự". Công bằng mà nói, Hồ Duy Dung mặc dù "ngoại hình dù nhỏ bé", nhưng xét về tâm cơ, thủ đoạn thì lại là một "lão hổ".
Lý Thiện Trường khi đó cật lực đề cử Hồ Duy Dung với Chu Nguyên Chương. Năm Hồng vũ thứ 6, Hồ Duy Dung thuận lợi nhận chức Thừa tướng.
Được vài năm, Hồ Duy Dung bắt đầu lộng quyền: "Từ việc giết người, thăng chức, bãi quan,… không tâu lên Hoàng đế. Chuyện trong ngoài trước hết đều qua tay Tể tướng. Phàm là tấu chương bất lợi cho mình đều đem bỏ." Vì vậy "quan lại bốn phương từ ngựa quý, trân bảo, vàng bạc, lụa là… đều đem tới biếu, nhiều không kể xiết."
Lợi dụng chức vị Tể tướng, Hồ Duy Dung không những "một tay che trời", mà còn tiến hành thanh trừng các đối thủ. Họ Hồ từng đổ oan cho Đại tướng quân Từ Đạt tội mưu phản, sai ngự y lén bỏ thuốc hạ độc đại thần Lưu Bá Ôn. Trong thời gian từ lúc cùng Chu Nguyên Chương khởi nghĩa chống nhà Nguyên giành giang sơn đến lúc làm quan, ông có mối mâu thuẫn truyền kiếp với Lưu Bá Ôn (tên thật Lưu Cơ), là Ngự sử trung thừa kiêm Thái sư lệnh, tước Thành Ý Bá, cũng là một bậc công thần khai quốc của Đại Minh. Hồ Duy Dung nhiều lần lập mưu hãm hại nhưng không thành. Năm 1375, Lưu Bá Ôn mất, tương truyền do Hồ Duy Dung đầu độc. Sau đó, Hồ Duy Dung âm mưu làm phản.

## Âm mưu làm phản
Một lần, giếng ở quê gốc nhà Hồ Duy Dung đột nhiên xuất hiện "măng đá" – thứ được coi là điềm lành trong phong thủy. Lại có người nói rằng mộ tổ họ Hồ "đêm đêm tỏa ra ánh lửa sáng như ban ngày".
Hồ Duy Dung tự cho đó là điềm trời báo, nuôi mộng một ngày bản thân "thăng tiến" lên làm Hoàng đế. Đúng lúc đó, trong triều có hai vị công thần đang bị Chu Nguyên Chương dọa ‘khai tử" là An hầu Lục Trọng Hanh và Bình Lương hầu Phí Tụ. Hai người này tới cầu cứu Tể tướng.
Hồ Duy Dung nhân cơ hội đó mở rộng phe cánh, lại thu thập binh mã để "phòng có lúc gấp cần dùng đến". Trong triều, "Hồ đảng" còn có Trần Ninh hỗ trợ. Hai kẻ này nắm trong tay bản đồ điều động binh mã Minh triều, nuôi mộng đảo chính.
Để tiện hành sự, Hồ Duy Dung còn dụ dỗ em trai của Lý Thiện Trường là Thái bộc Lý Tồn Nghĩa lôi kéo thế lực nhà họ Lý vào cuộc. Tuy nhiên Lý Thiện Trường lúc đó đã gián tiếp từ chối.
Nhằm tiến hành âm mưu "nội ứng ngoại hợp", Hồ Duy Dung một mặt âm thầm chuẩn bị nhân lực, tài lực, mặt khác lại "cầu cứu" các thế lực bên ngoài. Kẻ này sai người gửi thư đến Thái tử của Nguyên Thuận Đế trong sa mạc tự nhận làm "thần tử" (bề tôi), đồng thời cũng cử Lâm Hiền Thung vượt biển sang cầu viện Nhật Bản. Lâm Hiền Thung tới Nhật Bản, mượn được 400 binh. Đội quân này gồm những sát thủ tới Trung Hoa trên danh nghĩa tiến cống.
Âm mưu ám sát cũng được chuẩn bị rất chu toàn: Khi sứ thần dâng cống phẩm, bên trong các hòm này sẽ được bố trí sẵn hỏa dược và đao kiếm. Lợi dụng lúc triều đình sơ sẩy, 400 sát thủ sẽ nhân cơ hội tiến hành ám sát Hoàng đế ngay trên đại điện.
Tuy nhiên kế hoạch chu toàn của Hồ Duy Dung lại bị đổ bể vì ba lý do:
Thứ nhất: Hồ Duy Dung không báo cáo chuyện Chiêm Thành tiến cống khiến Chu Nguyên Chương tức giận trách phạt. Điều này đã khiêu khích sự tức giận và chú ý từ phía Hoàng đế đối với vị Tể tướng đương triều này.
Thứ hai: Chu Nguyên Chương phát hiện ra điểm bất thường trong cái chết của Lưu Cơ.
Thứ ba: Con trai Hồ Duy Dung bị tai nạn xe ngựa qua đời. Vị Tể tướng này ỷ thế làm càn, giết chết người đánh xe. Chu Nguyên Chương khi đó vô cùng phẫn nộ, đã lấy đó làm lý do để ép họ Hồ này "đền mạng."
Đó là chưa kể tới việc vào thời khắc then chốt, Hồ Duy Dung còn bị chính "anh em cột chèo" của mình bán đứng.

## Cái chết của Hồ Duy Dung, Chu Nguyên Chương lạm sát công thần
Năm 1380, Ngự sử trung thừa Đồ Tiết đã tố giác Hồ Duy Dung với Chu Nguyên Chương. Một đồng sự khác của "Tể tướng" trước đó vì bị chính tay Hồ Duy Dung giáng chức, cũng đã bí mật báo với Hoàng đế âm mưu của kẻ này. Bốn ngày sau, Chu Nguyên Chương đã tru di cả gia đình Hồ Duy Dung, riêng Hồ Duy Dung được cho bị giết bằng cách buộc ông ở bìa rừng qua đêm để muỗi đốt năm ngày năm đêm đến chết. Đồng thời Minh Thái Tổ cho điều tra bắt giết đồng đảng, có tới 1 vạn 5000 người bị xử chém, hầu hết là những công thần khai quốc, như:
- Tống Liêm: cháu của ông là Tống Thận, bị cáo buộc là đồng đảng của Hồ Duy Dung, Minh Thái Tổ triệu Tống Liêm (lúc đó đã từ quan) về kinh thành xử tử, Do được Mã hoàng hậu can ngăn nên ông bị bắt đi xung quân. Do đã 71 tuổi nên Tống Liêm chết trên đường đi.
- Lý Thiện Trường: 7 năm sau cái chết của Hồ Duy Dung, Lý Thiên Trường là khai quốc công thần và thông gia với nhà vua. Do bị cáo giác đồng lõa, nên bị chém cả nhà, lúc đó Lý Thiện Trường đã 77 tuổi.
- Lam Ngọc: 13 năm sau cái chết của Hồ Duy Dung, cẩm y vệ tố giác Lam Ngọc cũng là đồng đảng với Dung, Minh Thái Tổ lại đem giết đồng thời truy cứu tới hơn 1 vạn người.
Sau hai vụ án Hồ Duy Dung và Lam Ngọc, triều đình vắng sạch bóng công thần. Sự chuyên chế và tàn bạo của Minh Thái Tổ trở nên nổi danh trong lịch sử.
Minh Thái Tổ còn bãi bỏ chức tể tướng, nhà vua đảm nhận trách nhiệm trực tiếp quản lý Tam tỉnh và Lục bộ, quyền lực của Hoàng đế được tập trung ở mức chưa từng thấy. Mặc dù sau đó Nội các đại học sĩ được thành lập trợ giúp các vị hoàng đế trong việc quản lý nhà nước song Thủ phụ nội các (đứng đầu các Đại học sĩ) không phải là Tể tướng thực sự.
Trên thực tế, nguyên nhân thực sự cho sự loại bỏ Hồ Duy Dung là do quyền lực quá lớn của ông.